# Saint-Germain-en-Brionnais
Saint-Germain-en-Brionnais – miejscowość i gmina we Francji, w regionie Burgundia-Franche-Comté, w departamencie Saona i Loara.
Według danych na rok 1990 gminę zamieszkiwały 163 osoby, a gęstość zaludnienia wynosiła 27 osób/km² (wśród 2044 gmin Burgundii Saint-Germain-en-Brionnais plasuje się na 748. miejscu pod względem liczby ludności, natomiast pod względem powierzchni na miejscu 1176.).